# Петровка (Борский район)
Петровка — село в Борском районе Самарской области, центр сельского поселения Петровка.

## География
Расположено на левом берегу реки Кутулук у места впадения Тростянки, в 28 км к северо-востоку от райцентра Борское. По южной окраине села проходит местная автодорога, связывающая находящиеся вдоль реки сельские населённые пункты. Имеются два моста через Тростянку в селе, рядом с селом мост через Кутулук.

## Население
1601

## История села
Село основано в 1790 году поручиком Дмитрием Никитичем Спечинским и сначала называлось Никитинское. Впоследствии оно перешло по наследству дочери Спечинского, Александре Дмитриевне Воронцовой, а затем её сыну подпоручику Петру Ивановичу. По его имени село получило название Петровка. Во время Великой Отечественной войны на войну из села ушло 52 добровольца. Из них с войны вернулось 22 человека. Несколько ветеранов сейчас проживает в селе. 

## Жизнь в селе
В селе есть Колхоз "Рассвет". Работают 12 магазинов, есть пекарня, аптека, большой СДК, сельская администрация, школа на 1000 человек, детский садик, благоустроенный парк и площадь, все улицы освещены, есть заправка и шиномонтаж, больница, офис врачей, большой пансионат для ветеранов труда, парикмахерская, 2 вышки сотовой связи. С 2017 по 2024 год село Петровка попала в акцию "Городская среда". В ходе акции был благоустроен и оснащен большой детской площадкой Петровский парк. Была проведена реконструкция и благоустройства дворов многоквартирных домов и др.

## Достопримечательности
Памятники «Неизвестному солдату» и Владимиру Ильичу Ленину. На стене возле памятника перечислены более 100 человек из Борского района, которые погибли в Великой Отечественной войне.

## Хронология развития села
- 1770-е годы — основание села, тогда именуемого Никитинское.
- В 1911 — году в селе открылась начальная школа ,до этого в селе не было школ , образованием детей занимались случайные люди . В 1928 году — образовался Петровский район , центром в котором была Петровка  В 1929 году — жителями села Петровка был организован сельхозартель «Гигант».  В 1930 году — в Петровский сельхозартель влилась колхоз «Победа»  Декабрь 1931 года — создана Петровская МТС (машинно-тракторная станция) она обеспечивала колхоз техникой.  В 1933 году — начала издаваться газета Петровского политотдела.  В 1935 году — в селе открылась семилетняя школа (Неполная средняя общеобразовательная школа с семигодичным обучением)  В 1936 году — в Петровке открывается амбулатория.  С периода июня 1941 по 1945-го года из села ушли на фронт 52 человека (в том числе и женщины) вернулось обратно только 22 человека , некоторые из них сейчас проживают в Петровке .  В 1957 году — был построен основной корпус стационара больницы с операционным и родильным отделением.  В 1960 год — Петровский район упраздняется в связи с изменением территориальных границ. Петровка входит в новый Борский район.  В 1961 году — колхоз «Победа» переименовывается в «Рассвет».  1969 году — в Петровке была открыта мастерская Борской фабрики бытового обслуживания.  В 1973 году — открывается новая 3-х этажная школа с благоустроенной территорией.  В 1990 году — был открыт филиал Борской музыкальной школы.  в 1990-е годах — тяжёлое время для села. Лечебница, колхоз и другие учреждения были подвергнуты запущению.  В 1995 год у— при больнице создан на месте КБО дом ухода за престарелыми людьми. Сейчас он превратился в пансионат, оснащённый современным оборудованием.  В 2000 году— к Петровской школе присоединилось структурное дошкольное подразделение.  В 2000-х— в Петровке была открыта пилорама.  В 2002 году — жителями была организована церковь на месте бывшего дет-сада.  В 2003 году— к Петровской школе присоединился Подсолнечиский филиал основной школы со структурным дошкольным подразделением.  В 2004 году — создание образовательного центра и присоединение к Петровской школе Васильевского филиала,  В 2004 году — была поставка в школу компьютерного и мультимедийного оборудования.  В 2007 году — Петровская школа присоединилась к широкополосному интернету.  В 2011 году — к Петровской школе присоединился Языковский филиал.  В 2013 год у— возле Петровской школы была поставлена хоккейная коробка.  В 2014 году — был проведён ремонт сельского дома культура .  В 2014 году — перестал приезжать по субботам рынок из Борского райцентра  В 2015 году — была открыта пекарня.  В 2017 году — в Петровке был проведён проект «городская среда» , в Петровке были реконструированы 5 многоквартирных домов и 2 двора этих же самых домов.  В 2018 году — был реконструирован и благоутроен Петровский парк отдыха.  В 2020 году — Петровке благоустроили главную улицу Ленина, были сделаны 250 метров тротуарной дорожки , отремонтировали главную площадь с магазинами , засыпали щебнем комсомольскую улицу , организовали проект «точка роста» в Петровской школе .  В 2021 году — сделали парковку для машин возле Петровской почты.  В 2022 году — была построена парикмахерская.  В 2022 году — была отремонтирована главная площадь , было залито новое асфальтное покрытие, сделана новая сцена возле ДК , поставили фонари вокруг площади , в первые на новый год была поставлена каркасная ёлка, площадь была облагорожена забором.  В 2023 — Поставили новую заправочную станцию
- В 2024  — Построили новую детскую площадку в Петровском парке отдыха и площадку с тренажерами для сдачи нормативов ГТО возле школы, поставили новые столбы ЛЭП и покрасили все газовые трубы   .